# Lauta
Lauta är en stad (Kleinstadt) i Landkreis Bautzen i förbundslandet Sachsen i Tyskland. Staden har cirka 8 000 invånare.